# 1562 w polityce
Wydarzenia polityczne w 1562 roku.
- 6 lutego - petycja sejmu o anulowanie edyktu przeciwko heretykom z 1550 roku[1].
- 13 września - zebrane pod Witebskiem skonfederowane pospolite ruszenie szlachty ruskiej i litewskiej uchwaliło petycję do Zygmunta II Augusta o przeprowadzenie unii Litwy z Polską celem organizacji wspólnej obrony i wspólnej elekcji króla[2].

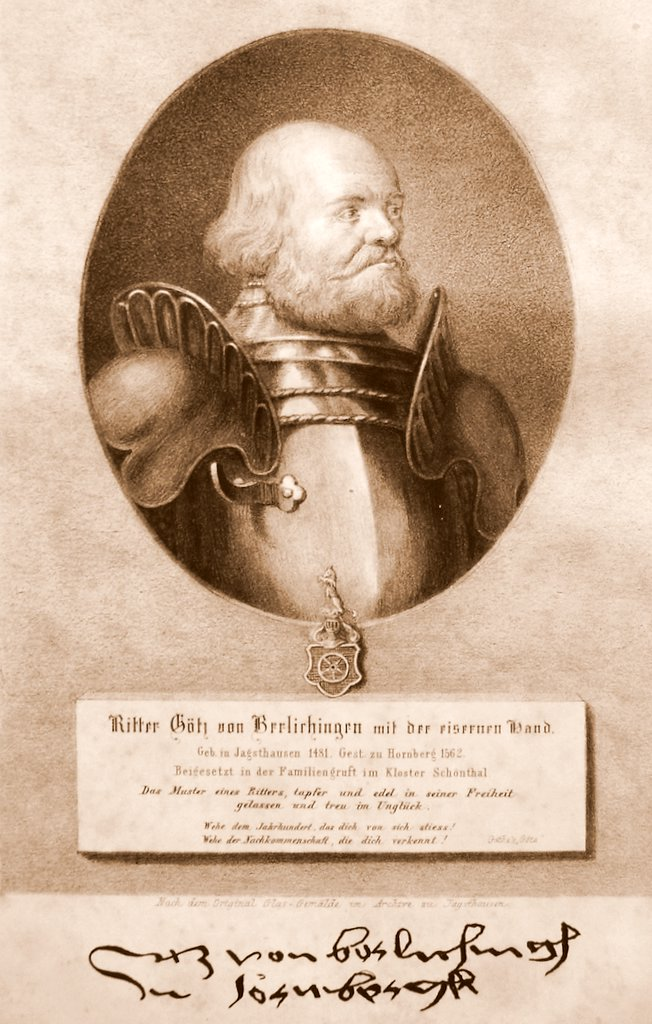
Götz von Berlichingen

## Urodzeni
- 1 października – Cezar d’Este, książę Modeny i Reggio[3].

## Zmarli
- Götz von Berlichingen, niemiecki rycerz[4].